# Reklaw (Teksas)
Reklaw je grad u američkoj saveznoj državi Teksas. Prema popisu stanovništva iz 2010. u njemu je živjelo 379 stanovnika.